# Акбаба
„Акбаба“ (на турски: Akbaba) е квартал в район „Бейкоз“ в Истанбул, Турция. Носи името на Ак Баба, войник от Туркестан, участвал в превземането на Константинопол, чиято гробница се намира в квартала.